# Straszowice
Straszowice – wieś w Polsce położona w województwie dolnośląskim, w powiecie wołowskim, w gminie Wołów.
| SIMC    | Nazwa   | Rodzaj     |
| ------- | ------- | ---------- |
| 0883519 | Żychlin | przysiółek |

W latach 1975–1998 miejscowość administracyjnie należała do województwa wrocławskiego.

## Zabytki
Do wojewódzkiego rejestru zabytków wpisany jest:
- zespół pałacowy, z końca XIX w., w Straszowicach – Łokietkowo:
  - pałac
  - park
  - komin, pozostałości po piekarni